# Brousterlands

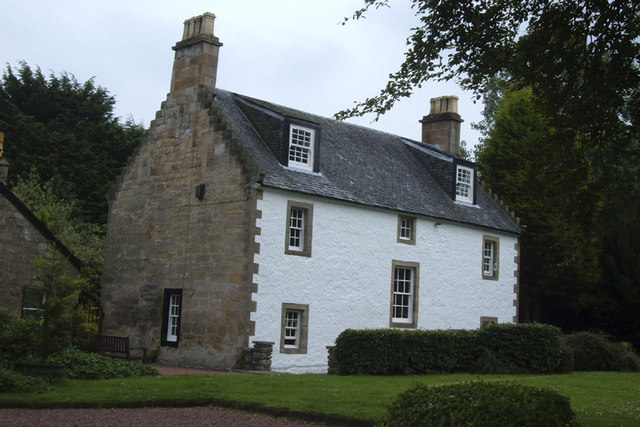
Brousterlands

Brousterlands ist ein Wohngebäude in der schottischen Stadt East Kilbride in der Council Area South Lanarkshire. 1963 wurde das Bauwerk in die schottischen Denkmallisten in der höchsten Denkmalkategorie A aufgenommen.

## Geschichte
Das Gebäude wurde im späten 17. Jahrhundert erbaut. Damit zählt Brousterlands zu den ältesten erhaltenen Wohngebäuden in East Kilbride. Erbauer war ein John Smith, der dort mit seiner Mutter lebte. Nachdem Smith in finanzielle Schwierigkeiten geraten war, erwarb James Wardrop Brousterlands im Jahre 1837. Im selben Jahrhundert wurden die Fassaden überarbeitet. Die lokale Kirchengemeinde pachtete das Wohngebäude im Jahre 1790. Sie nutzte es bis 1835 als Pfarrhaus.

## Beschreibung
Das zweistöckige Gebäude steht im Zentrum von East Kilbride unweit des Hauptbahnhofs und des Dollan Aqua Centre. Während an der nordostexponierten Frontseite das Mauerwerk aus polierten Steinquadern sichtbar ist, ist die Rückseite mit Harl verputzt. Die Fassaden sind fünf Achsen weit. Eingang bietet ein zweiflügliges Holzportal mit abschließendem Architrav mittig an der Frontseite. Es sind zwölfteilige Sprossenfenster verbaut. Das Gebäude schließt mit einem schiefergedeckten Satteldach. An der Rückseite finden sich zwei Schleppdachgauben. Ein Anbau an der linken Seite verbindet das Gebäude mit dem nebenliegenden Stall.